# Gubernatorstwo Al-Kaf
Gubernatorstwo Al-Kaf (arab. ولاية الكاف, fr. Gouvernorat du Kef) – jedno z 24 gubernatorstw w Tunezji, znajdujące się w zachodniej części kraju.